# Период застоя
Пери́од засто́я, или Эпо́ха засто́я — политическое клише, используемое для обозначения периода в истории СССР, охватывавшего два с небольшим десятилетия так называемого «развито́го социализма» — с момента прихода к власти Леонида Брежнева (1964 год) до XXVII съезда КПСС (февраль 1986 года), а ещё точнее — до январского Пленума 1987 года, после которого в СССР были развёрнуты полномасштабные реформы во всех сферах общественной жизни.

## Происхождение термина «застой»

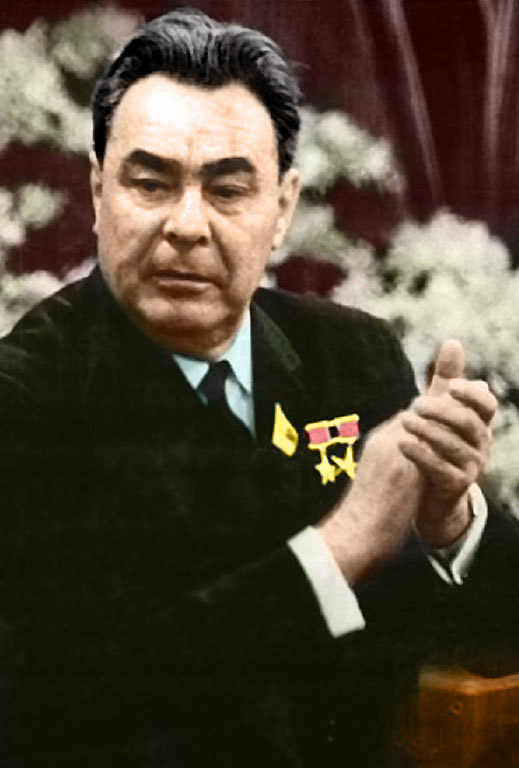
Леонид Ильич Брежнев — именно его времени приписывают стагнацию в экономике, т. н. «застой»

В Советском Союзе понятие «застой» ведёт своё происхождение от политического доклада ЦК XXVII съезду КПСС, прочитанного М. С. Горбачёвым, в котором констатировалось, что «в жизни общества начали проступать застойные явления» как в экономической, так и в социальной сферах. Чаще всего этим термином обозначается период от прихода Л. И. Брежнева к власти (середина 1960-х) до начала «перестройки» (вторая половина 1980-х), отмеченный устойчивым снижением темпов экономического роста и ухудшением динамики производительности труда при отсутствии каких-либо серьёзных потрясений в политической жизни страны, а также при относительной социальной стабильности и более высоком, чем в предыдущие годы (1920-е — первая половина 1960-х) уровне жизни.
По некоторым формальным показателям, развитие страны в 1964—1986 гг. продолжалось. Однако, с другой стороны, зависимость от экспорта полезных ископаемых привела к отсутствию необходимых реформ в экономике. К середине 1970-х годов рост нересурсных секторов экономики значительно замедлился. Признаками этого были отставание в высокотехнологических областях, низкое качество продукции, неэффективное производство и низкий уровень производительности труда, товарный голод — возрастающий дефицит на широкий ассортимент товаров народного потребления. Проблемы переживало сельское хозяйство, и страна тратила большие деньги для закупок продовольствия. Значительно выросла коррупция, а инакомыслие преследовалось по закону.
Сторонники обозначения указанного периода как «застойного» связывают стабильность советской экономики того времени с нефтяным бумом 1970-х. По их мнению, эта ситуация лишала руководство страны каких-либо стимулов к модернизации хозяйственной и общественной жизни, что усугублялось преклонным возрастом и слабым здоровьем высших руководителей. Фактически же в экономике нарастали негативные тенденции, увеличивалось техническое и технологическое отставание от высокоразвитых капиталистических стран. С падением цен на нефть к середине 1980-х у части партийного и хозяйственного руководства появилось осознание необходимости реформирования экономической сферы. Это совпало с приходом к власти самого молодого на тот момент члена Политбюро ЦК КПСС — М. Горбачёва. Вместе с тем, первые два года с момента занятия М. С. Горбачёвым должности генсека (с марта 1985 по январь 1987), несмотря на официальное признание существующих трудностей, существенных перемен в жизни страны не наблюдалось. Этот период стал своего рода «затишьем перед бурей», которая «разразилась» после январского Пленума ЦК КПСС 1987 года, объявившего «Перестройку» официальной государственной доктриной и ставшего отправным моментом радикальных преобразований во всех сферах жизни общества.
А. Сахаров писал в 1977 году:
60-летняя история нашей страны полна ужасного насилия, чудовищных внутренних и международных преступлений, гибели, страданий, унижения и развращения миллионов людей. Но в ней были также, особенно первые десятилетия, большие надежды, трудовые и нравственные усилия, дух воодушевления и самопожертвования. Сейчас все это — безобразное и жестокое, трагическое и героическое — ушло под поверхность относительного материального благополучия и массового безразличия. Возникло кастовое, глубоко циничное и, как я считаю, опасно (для себя и всего человечества) больное общество, в котором правят два принципа: «блат» (сленговое словечко, означающее «ты — мне, я — тебе») и житейская квазимудрость, выражающаяся словами — «стену лбом не прошибешь». Но под этой застывшей поверхностью скрывается массовая жестокость, беззаконие, бесправие рядового гражданина перед властями и полная бесконтрольность властей — как по отношению к собственному народу, так и по отношению ко всему миру, что взаимосвязано. И пока все это существует, ни в нашей стране, ни во всем мире никто не должен предаваться самоуспокоенности.

## Состояние экономики

### Положительные явления в экономике
По данным ООН за 1990 год, СССР достиг 26-го места по индексу развития человеческого потенциала (HDI=0,920) (при этом среди стран Европы более низкие показатели имели только Португалия, а также союзники СССР — Болгария, Польша, Венгрия и Румыния, Югославия и Албания).

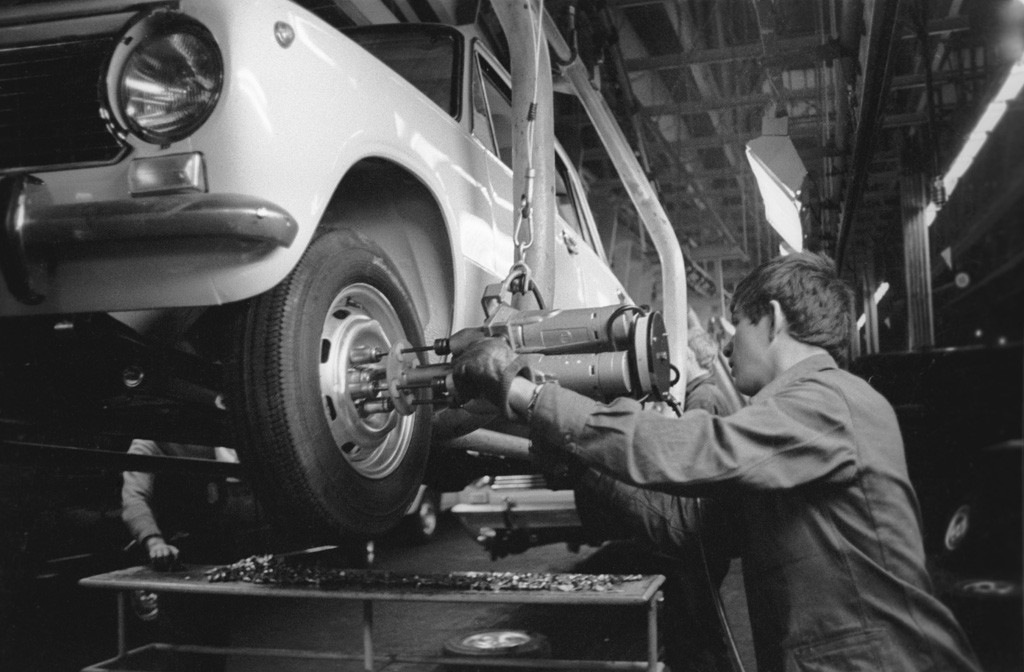
Волжский автомобильный завод (ВАЗ), Тольятти, 1969 г.

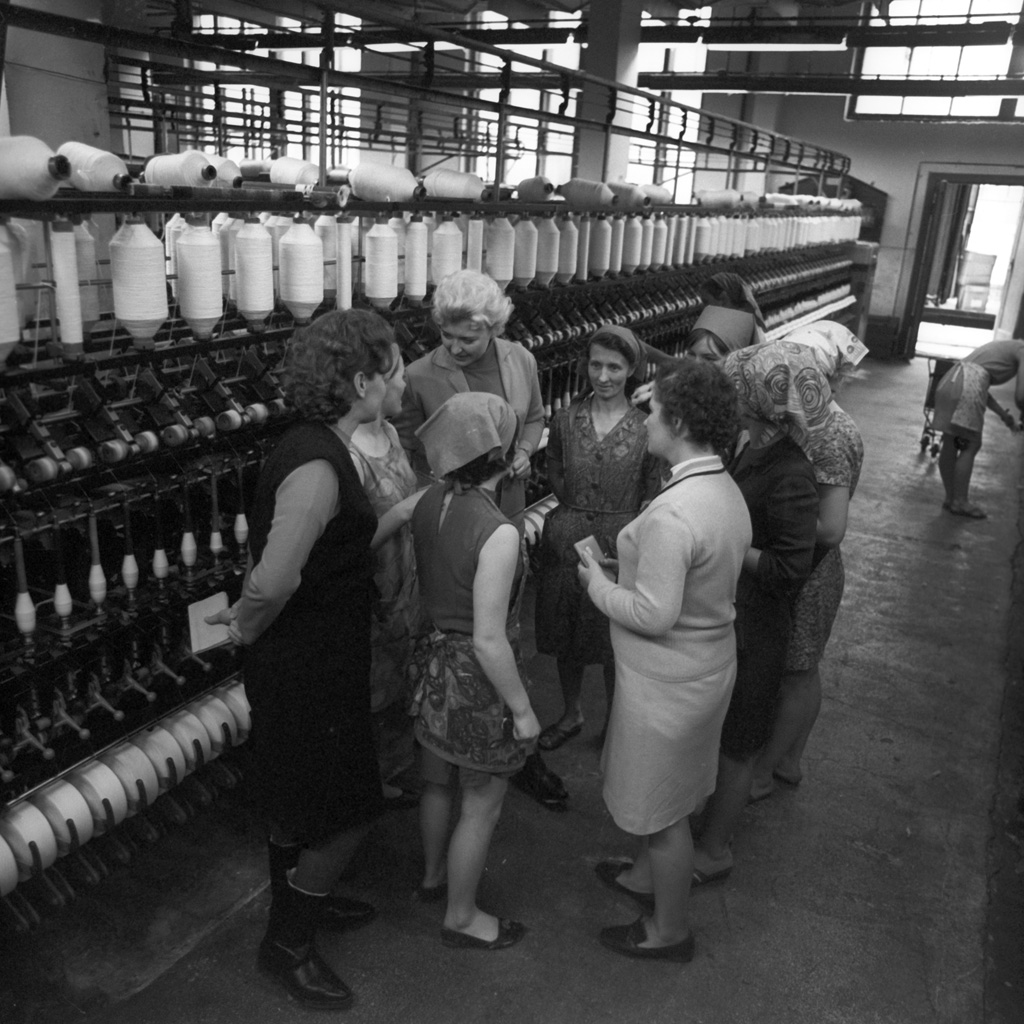
Львовская хлопкопрядильная фабрика. Секретарь Красноармейского райкома партии города Львова Ия Алаева (в центре) и работницы фабрики, 1970 г.

В 1980 году Советский Союз занимал первое место в Европе и второе место в мире по объёмам производства промышленности и сельского хозяйства. Если в 1960 году объём промышленной продукции СССР по сравнению с США составлял 55 %, то через 20 лет, в 1980 — уже более 80 %.
СССР входил в число 5 стран мира, способных самостоятельно производить все значимые виды промышленной продукции, существовавшие на тот момент. СССР находился на первом месте в мире по производству почти всех видов продукции базовых отраслей промышленности: нефти, стали, чугуна, металлорежущих станков, тепловозов, электровозов, тракторов, сборных железобетонных конструкций, железной руды, кокса, холодильников, шерстяных тканей, кожаной обуви, сливочного масла, добыче природного газа, производству минеральных удобрений, пиломатериалов, реакторного урана (50 % мирового производства), железнодорожному грузо- и пассажирообороту, производству многих видов военной техники, валовому сбору картофеля, сахарной свёклы; на втором месте в мире по улову рыбы и добыче других морепродуктов, поголовью овец, поголовью свиней, производству электроэнергии, добыче золота, производству цемента, добыче угля, общей длине железных дорог, автомобильному грузообороту, воздушному грузо- и пассажирообороту.
В 1960-е годы СССР вышел на первое место в мире по производству цемента и в конце 1980-х годов уступил его Китаю, с 1966 года заметно опережал по этому показателю в расчёте на душу населения США и Великобританию.
Население Советского Союза в те годы увеличилось на 47 млн человек. При этом квартплата в среднем не превышала 3 % семейного дохода. Наблюдались успехи в других областях, например, в тракторостроении: Советский Союз экспортировал тракторы в сорок стран мира, главным образом социалистические и развивающиеся. Предметом гордости советского руководства был постоянный рост обеспеченности сельского хозяйства тракторами и комбайнами, однако урожайность зерновых была значительно ниже, чем в промышленно развитых капиталистических странах (в 1970 г. 15,6 ц/га в СССР против 31,2 ц/га в США, 50,3 ц/га в Японии), причём повышения урожайности добиться не удалось — в 1985 году она составила 15 ц/га. Однако было большое различие по районам — так, в Молдавской ССР средняя урожайность была 29,3 ц/га, в России — 15,6 ц/га, в прибалтийских республиках — 21,3-24,5 ц/га (все данные 1970 г.).

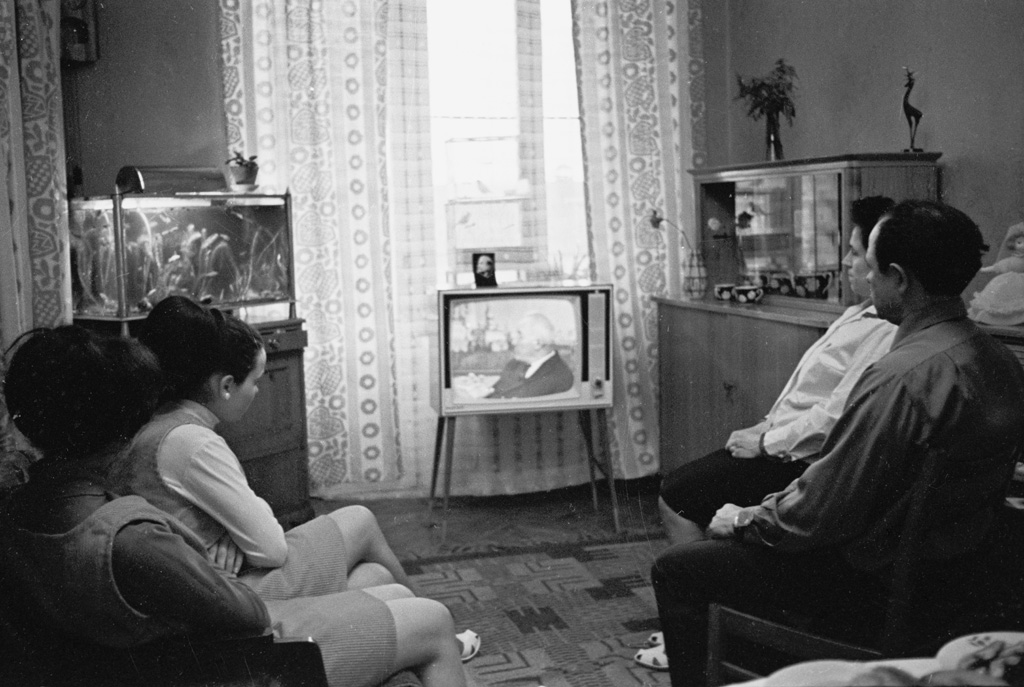
Семья Боршагиных, рабочих ткацкой фабрики имени Свердлова, во время отдыха дома вечером у телевизора. Москва, 1970 г.

В целом для оценки эффективности сельскохозяйственного производства необходимо, разумеется, учитывать климатические условия. Тем не менее в РСФСР валовой сбор зерна (в весе после доработки) был в полтора—два раза выше, чем после Перестройки[когда?], схожие пропорции просматриваются и в поголовье основных видов скота.
В период с 1960 года до середины 1970-х годов номинальные доходы населения СССР выросли почти в 2 раза, а к началу 1980-х годов повысились ещё в среднем на 17 %. В 1965—1970 годах личное потребление граждан страны увеличилось на 142 %, значительно улучшилось их питание, расширилось потребление промышленных товаров. Массово строилось жилье, впервые население начало в достаточно большом количестве приобретать личные автомобили (первая очередь Волжского автомобильного завода, рассчитанная на выпуск 220 тысяч автомашин в год, вступила в строй в 1971 году)

### Стагнация экономики
Имели место и отрицательные явления. Прежде всего, это неуклонное снижение темпов роста, стагнация в экономике:

Однако, в последние 12—15 лет в развитии народного хозяйства СССР стала обнаруживаться тенденция к заметному снижению темпов роста национального дохода. Если в восьмой пятилетке среднегодовой прирост его составлял 7,5 % и в девятой — 5,8 %, то в десятой он снизился до 3,8 %, а в первые годы одиннадцатой составил около 2,5 % (при росте населения страны в среднем на 0,8 % в год). Это не обеспечивает ни требуемых темпов роста жизненного уровня народа, ни интенсивного технического перевооружения производства.— Заславская Т. И. О совершенствовании производственных отношений социализма и задачах экономической социологии (1983)
Эффективность использования сырьевых ресурсов была крайне низкой.
Среднедушевое производство зерна в СССР было выше, чем в странах ЕЭC, однако с 1972 года СССР постоянно импортировал зерно во все возрастающем количестве. Это было связано с существенным уровнем потерь урожая и нерациональной структурой производства зерновых, порождавшей недостаток фуражных сортов пшеницы и кукурузы.
Значительным было и отставание от Запада в развитии наукоёмких отраслей. Например, положение в вычислительной технике характеризовалось как «катастрофическое»:

Положение в советской вычислительной технике представляется катастрофическим. Наши ЭВМ выпускаются на устаревшей элементной базе, они ненадёжны, дороги и сложны в эксплуатации, у них мала оперативная и внешняя память, надёжность и качество периферийных устройств — несравнимы с массовыми западными. По всем показателям мы отстаём на 5—15 лет. …Разрыв, отделяющий нас от мирового уровня, растёт всё быстрее… Мы близки к тому, что теперь не только не сможем копировать западные прототипы, но и вообще окажемся не в состоянии даже следить за мировым уровнем развития.

Не лучше обстоит дело и в сфере научных и технических открытий. И здесь не видно возрастания нашей роли. Скорее, наоборот. В конце пятидесятых годов наша страна была первой страной в мире, запустившей спутник и пославшей человека в космос. В конце шестидесятых годов мы потеряли лидерство и в этой области (как и во многих других областях). Первыми людьми, ступившими на Луну, стали американцы. Этот факт является одним из внешних проявлений существенного и все возрастающего различия в ширине фронта научной и технологической работы у нас и в странах Запада.
В двадцатые-тридцатые годы капиталистический мир переживал период кризисов и депрессий. Мы в это время, используя подъём национальной энергии, порожденный революцией, невиданными темпами создавали промышленность. Тогда был выброшен лозунг: догнать и перегнать Америку. И мы её действительно догоняли в течение нескольких десятилетий. Затем положение изменилось. Началась вторая промышленная революция, и теперь, в начале семидесятых годов века, мы видим, что, так и не догнав Америку, мы отстаем от неё все больше и больше.
В чём дело? Почему мы не только не стали застрельщиками второй промышленной революции, но даже оказались неспособными идти в этой революции вровень с развитыми капиталистическими странами? Неужели социалистический строй предоставляет худшие возможности, чем капиталистический, для развития производительных сил, и в экономическом соревновании между капитализмом и социализмом побеждает капитализм?
Конечно, нет! Источник наших трудностей — не в социалистическом строе, а, наоборот, в тех особенностях, в тех условиях нашей жизни, которые идут вразрез с социализмом, враждебны ему. Этот источник — антидемократические традиции и нормы общественной жизни, сложившиеся в сталинский период и окончательно не ликвидированные и по сей день. Внеэкономическое принуждение, ограничения на обмен информацией, ограничения интеллектуальной свободы и другие проявления антидемократических извращений социализма, имевшие место при Сталине, у нас принято рассматривать как некие издержки процесса индустриализации. Считается, что они не оказали серьёзного влияния на экономику страны, хотя и имели тяжелейшие последствия в политической и военных областях, для судеб обширных слоев населения и целых национальностей. Мы оставляем в стороне вопросы, насколько эта точка зрения оправдана для ранних этапов развития социалистического народного хозяйства — снижение темпов промышленного развития в предвоенные годы скорее говорит об обратном. Но не подлежит сомнению, что с началом второй промышленной революции эти явления стали решающим экономическим фактором, стали основным тормозом развития производительных сил страны. Вследствие увеличения объёма и сложности экономических систем на первый план выдвинулись проблемы управления и организации. Эти проблемы не могут быть решены одним или несколькими лицами, стоящими у власти и «знающими все». Они требуют творческого участия миллионов людей на всех уровнях экономической системы. Они требуют широкого обмена информацией и идеями. В этом отличие современной экономики от экономики, скажем, стран Древнего Востока.
— А. Сахаров, В. Турчин, Р. Медведев ПИСЬМО РУКОВОДИТЕЛЯМ ПАРТИИ И ПРАВИТЕЛЬСТВА, 19 марта 1970 года
Хронической проблемой оставалось недостаточное обеспечение населения продуктами питания, несмотря на большие капиталовложения в сельское хозяйство (см. также Продовольственная программа), принудительную отправку горожан на сельхозработы и значительный импорт продовольствия.

Но раз вы заговорили о колбасе, то я бы сказала, что в каком-то «метафизическом» смысле этот немудрёный продукт очень точно выбран. Не хлеб, не селёдка, а именно колбаса. Потому что она удовлетворяет одну из самых массовых потребностей, и возможность её покупать — действительно какой-то реальный порог благосостояния. …в 80-е годы одним из доказательств того, что «так жить нельзя», был именно дефицит недорогой и качественной колбасы. Если для широкой массы людей проблемой становится колбаса, то ясно, что это тупик.
В отличие от периода правления Хрущёва, в годы застоя поощрялось развитие личных подсобных хозяйств колхозников и рабочих совхозов, даже появился лозунг «Хозяйство личное — польза общая»; также широко раздавались земли под садоводческие товарищества горожан.
Но при этом в 1970-х годах и начале 1980-х годах власти стали говорить «частнособственнических проявлениях», как о распространенном явлении. Стремление граждан к благосостоянию все чаще рассматривалось теперь как «стяжательство», «рвачество», «накопительство».
По мнению академика Олега Богомолова, «именно стагнация советской экономики дала первый импульс перестройки».
В автомобильной промышленности СССР в 1970—1980-х годах наблюдались негативные явления, влияющие на освоение и производство новых моделей автомобилей. Касалось это прежде всего гражданского автомобилестроения. Многие советские автозаводы перешли в 1960-х годах на производство новых автомобилей и выпускали их последующие десятилетия с незначительными изменениями; некоторые, особенно грузовики и автобусы, выпускались вплоть до начала—середины 1990-х годов. К середине 1970-х лишь отдельные и прежде всего вновь построенные автозаводы (такие, как ВАЗ, КамАЗ и РАФ) смогли освоить производство новых моделей автомобилей, старым автозаводам для производства новых моделей требовалось значительное техническое переоснащение, что могло сорвать их плановые обязательства по увеличению производства. Многие автозаводы осваивали новые автомобили со значительным опозданием, порой такое освоение затягивалось на десятилетия, и за это время автомобиль успевал устареть. Причин этому было множество: плановая экономика, проблемы с освоением узлов и агрегатов у смежных предприятий, слабое финансирование отрасли, прямолинейная политика заимствования и нарастание в отставании технологий. Так, например, в СССР не могли освоить выпуск головных фар прямоугольной формы, их закупали в ГДР. Более того, для освоения блок-фар пришлось заказывать их вначале в Чехословакии, а затем покупать лицензию на их производство во Франции. В результате, по сравнению с западной автомобильной промышленностью советская не могла представить широкую линейку современных автомобилей и особенно спортивных, их качественное техническое обслуживание, сервис и составлять достойную конкуренцию западным производителям. Это привело в 1970-х к снижению экспорта советских автомобилей за рубеж. Сложно обстояли дела и с выпуском запасных частей и прочих расходных материалов. Это приводило к серьёзному дефициту внутри страны, причём такой дефицит наблюдался не только среди частных владельцев автомобилей, но и в государственных автотранспортных предприятиях.

### Усиление товарного дефицита
Одной из главных проблем экономики СССР был товарный дефицит в стране. Товарный дефицит в тех или иных сферах был характерен для определённых периодов в истории существования СССР и сформировал «экономику продавца» — производители и система торговли в условиях планового хозяйствования (отсутствие конкуренции и т. д.) не были заинтересованы в качественном сервисе, своевременных поставках, привлекательном дизайне и поддержании высокого качества товаров. К тому же из-за проблем, характерных для плановой экономики, периодически исчезали из продажи самые обычные товары первой необходимости.
Данное явление относилось не только к производству товаров массового потребления («ширпотреб»), но в значительной степени и к крупному промышленному производству (например автомобилестроению — фактически весь период «свободной торговли» её продукцией проходил в условиях строго лимитированных и нормируемых «рыночных фондов»).
Товарный дефицит стал одной из главных причин торможения роста благосостояния населения. Так, к 1970 году, несмотря на рост потребления большинства продуктов питания, оно оставалось ниже норм, официально установленных в стране, что привело к тому, что эти «нормы рационального потребления» были пересмотрены в сторону их существенного снижения. Но и эти сниженные нормы не были достигнуты (за исключением потребления сахара). Заработная плата фактически не обеспечивалась в полной мере товарами и услугами: в 1971—1986 годах производство товаров потребления в СССР выросло в 2,1 раза, а количество денег в обращении — в 3,1 раза. Понимая, что обостряется проблема товарного дефицита, власти пытались снизить темпы роста доходов граждан. В сентябре 1968 года Совет министров СССР принял постановление о недопущении роста зарплаты, если он опережает рост производительности труда. С 1968 года происходило регулярное повышение цен на многие продовольственные и промышленные товары; поддерживались высокие цены на легковые автомобили, мебель, электронную, бытовую технику.

### Попытки реформ
В 1966-70 годах осуществлялись определённые экономические реформы, которые характеризовались внедрением экономических методов управления, расширением хозяйственной самостоятельности предприятий, объединений и организаций, широким использованием приёмов материального стимулирования. Однако вскоре у политического руководства интерес к каким-либо реформам пропал.
Брежнев осознавал неустойчивость положения: «Да вы что, какие реформы. Я чихнуть даже боюсь громко. Не дай бог, камушек покатится, а за ним лавина… Экономические свободы повлекут хаос. Такое начнется. Перережут друг друга.»

### Развитие нефтегазового комплекса

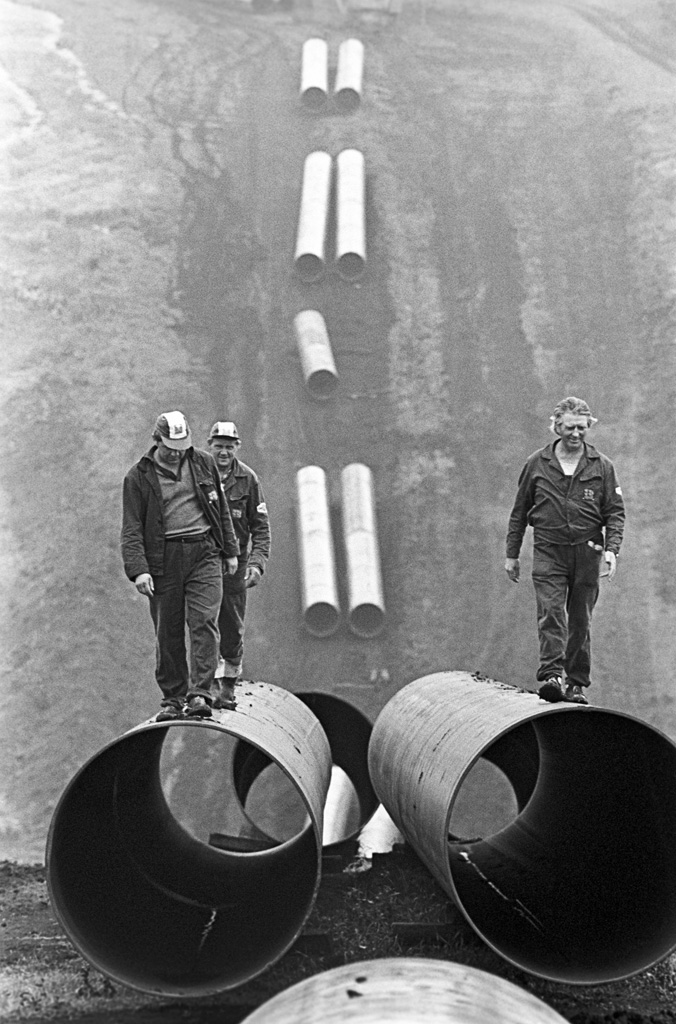
Рабочие идут по трубам газопровода Оренбург — Западная граница СССР, 1976 г.

По данным официальной статистики, экспорт нефти и нефтепродуктов из СССР вырос с 75,7 млн т в 1965 г. до 193,5 млн т в 1985 г. Главной причиной этого стало освоение месторождений Западной Сибири. При этом экспорт за свободно конвертируемую валюту составлял, по оценкам, соответственно 36,6 и 80,7 млн т. По оценкам, выручка от экспорта нефти и нефтепродуктов, составлявшая в 1965 г. порядка 0,67 млрд долл., увеличилась к 1985 г. в 19,2 раза и составила 12,84 млрд долл. Кроме того, в значительных объёмах с 1970-х годов экспортировался природный газ. Добыча газа в этот период увеличилась со 127,7 до 643 млрд м³. Большая часть валютной выручки тратилась на импорт продовольствия и закупку товаров народного потребления. Она частично решала в этот период проблемы советской экономики (кризис в сельском хозяйстве, нехватку товаров народного потребления).
Следует иметь в виду, что значительную часть нефти, газа и другого сырья СССР экспортировал не за свободно конвертируемую валюту, а за переводные рубли в страны СЭВ. Положительное сальдо в виде переводных рублей представляли собой активы, которые нельзя было потратить, так как не было в наличии необходимых товаров. Так, у СССР за 1975—1985 годы накопилось 15 млрд неликвидных переводных рублей, полученных за поставки топлива и сырья странам СЭВ. А те товары, которые СССР импортировал из стран СЭВ, часто при невысоком качестве были существенно дороже западных. Так, СССР за единицу электронной продукции из Болгарии поставлял в 5 раз больше нефти, чем за аналогичную, но более качественную продукцию, закупаемую на Западе.

## Политика

### Внутренняя политика
С приходом Брежнева к власти органы госбезопасности усилили борьбу с инакомыслием — первым знаком этого был процесс Синявского — Даниэля (1965-1966).
Решительный поворот в сторону свёртывания остатков «оттепели» произошёл в 1968 году, после ввода войск в Чехословакию. Как знак окончательной ликвидации «оттепели» была воспринята отставка А. Т. Твардовского с поста редактора журнала «Новый мир» в начале 1970 года.
В таких условиях среди интеллигенции, разбуженной «оттепелью», возникло и оформилось диссидентское движение, жёстко подавлявшееся органами госбезопасности вплоть до начала 1987 года, когда единовременно были помилованы более ста диссидентов и гонения на них практически разом сошли на нет. По данным Д. А. Волкогонова, Брежнев лично одобрял репрессивные меры, направленные против активистов правозащитного движения в СССР. Впрочем, масштабы диссидентского движения, как и политических репрессий, не были большими. Число ежегодно осуждаемых по «антисоветским» статьям значительно уменьшилось: если при Хрущёве можно было сесть за анекдот или просто за пьяную болтовню, то при Брежневе сажали только тех, кто сознательно выступал против советской системы. Схожая ситуация имела место в религиозной сфере: тотальная хрущёвская антирелигиозная кампания сменилась «точечным» преследованием лидеров и активистов религиозных групп, сознательно игнорирующих дискриминационное «законодательство о культах».
Частью системы идеологического свёртывания оттепели был процесс «ресталинизации» — подспудной реабилитации Сталина. Сигнал был подан на торжественном заседании в Кремле 8 мая 1965 года, когда Брежнев впервые после многолетних умолчаний под аплодисменты зала упомянул имя Сталина. В конце 1969 года, к 90-летнему юбилею Сталина, Суслов организовал ряд мероприятий по его реабилитации и был близок к цели. Впрочем, резкие протесты интеллигенции, включая её приближённую к власти элиту, заставили Брежнева свернуть кампанию. В положительном ключе Сталин упоминался даже Горбачёвым в речи в честь 40-летия Победы 8 мая 1985 года, однако вплоть до начала 1987 года о Сталине и его времени в основном предпочитали просто молчать.
С начала 1970-х годов из СССР шла еврейская эмиграция. Эмигрировали многие известные писатели, актёры, музыканты, спортсмены, учёные.
В 1975 году произошло восстание на «Сторожевом» — вооружённое проявление неподчинения со стороны группы советских военных моряков на большом противолодочном корабле (БПК) ВМФ СССР «Сторожевой». Предводителем восстания стал замполит корабля, капитан 3-го ранга Валерий Саблин.

### Внешняя политика

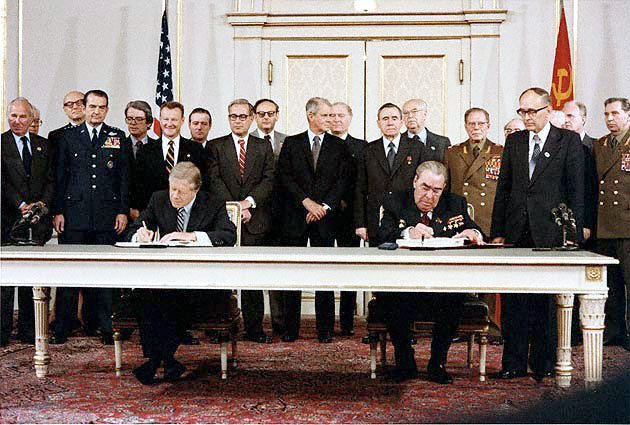
Брежнев и Джимми Картер подписывают Договор о сокращении стратегических вооружений, 1979

В области внешней политики Брежнев немало сделал для достижения политической разрядки в 1970-х годах. Были заключены американо-советские договоры об ограничении стратегических наступательных вооружений (правда, с 1967 года начинается ускоренная установка межконтинентальных ракет в подземные шахты), которые, однако, не подкреплялись адекватными мерами доверия и контроля. Процесс разрядки был перечёркнут введением советских войск в Афганистан (1979).
В 1985—1986 годах новым советским руководством были предприняты отдельные попытки улучшить советско-американские отношения, однако окончательный отказ от политики конфронтации произошёл только к 1990 г.

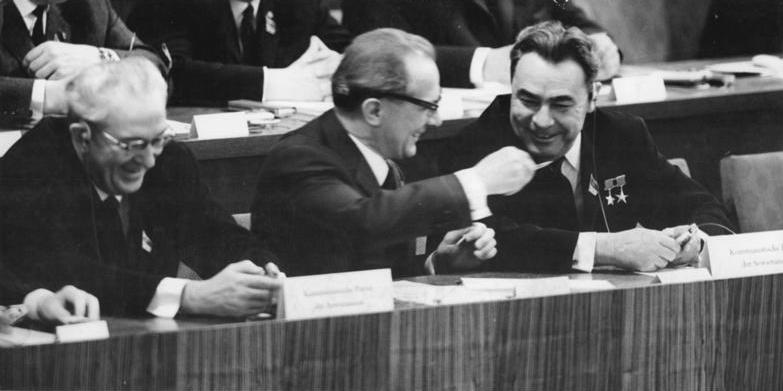
Ю. Андропов, Э. Хонеккер и Л. Брежнев. 1967 год.

В отношениях с социалистическими странами Брежнев стал инициатором доктрины «ограниченного суверенитета», предусматривающей акции устрашения вплоть до военного вторжения в те страны, которые пытались проводить независимую от СССР внутреннюю и внешнюю политику. В 1968 году в связи с «Пражской весной» советское руководство решилось на оккупацию Чехословакии войсками стран Варшавского договора (Операция «Дунай»). Большое беспокойство у советского руководства в 1980-81 годах вызывала ситуация в Польше: уступки властей массовому оппозиционному профсоюзу «Солидарность». Однако на интервенцию, подобную вторжению в Чехословакию, в условиях, когда СССР все глубже увязал в войне в Афганистане, советское руководство не решилось, а в декабре 1981 года польские власти ввели военное положение и предприняли жёсткое подавление «Солидарности».

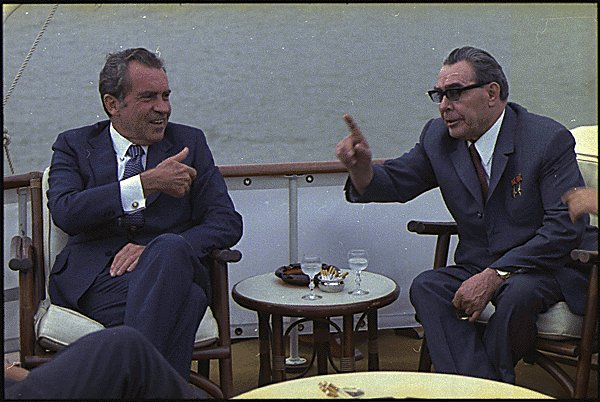
Л. И. Брежнев на встрече с Ричардом Никсоном

Попытки расширения советской сферы влияния на разных континентах (Никарагуа, Эфиопия, Ангола, Вьетнам, Афганистан и так далее) приводили к истощению советской экономики, финансированию неэффективных режимов.

### Кадровый застой
В соответствии с принципом «доверия кадрам» многие руководители различных ведомств и регионов занимали должности более 10 (зачастую и более 20) лет. Ряд случаев приведён в таблице.
| Примеры                                     | Примеры                                        | Примеры                                  | Примеры                        |                    |                    |
| N                                           | Должность                                      | Имя                                      | Период руководства             |                    |                    |
| Высшее руководство                          | Высшее руководство                             | Высшее руководство                       | Высшее руководство             | Высшее руководство | Высшее руководство |
| ------------------------------------------- | ---------------------------------------------- | ---------------------------------------- | ------------------------------ | ------------------ | ------------------ |
| 1                                           | Генеральный секретарь ЦК КПСС                  | Брежнев, Леонид Ильич                    | 1964—1982 (18)                 |                    |                    |
| 2                                           | Председатель Совета Министров СССР             | Косыгин, Алексей Николаевич              | 1964—1980 (16)                 |                    |                    |
| 3                                           | Председатель Президиума Верховного Совета СССР | Подгорный, Николай Викторович            | 1965—1977 (12)                 |                    |                    |
| Министры                                    |                                                |                                          |                                |                    |                    |
| 1                                           | Министр внешней торговли                       | Патоличев, Николай Семёнович             | 1958—1985 (27)                 |                    |                    |
| 2                                           | Министр внутренних дел                         | Щёлоков, Николай Анисимович              | 1968—1982 (14)                 |                    |                    |
| 3                                           | Министр здравоохранения                        | Петровский, Борис Васильевич             | 1965—1980 (15)                 |                    |                    |
| 4                                           | Министр иностранных дел                        | Громыко, Андрей Андреевич                | 1957—1985 (28)                 |                    |                    |
| 5                                           | Министр культуры                               | Фурцева, Екатерина Алексеевна            | 1960—1974 (14)                 |                    |                    |
| 6                                           | Министр лёгкой промышленности                  | Тарасов, Николай Никифорович             | 1965—1985 (20)                 |                    |                    |
| 7                                           | Министр машиностроения                         | Бахирев, Вячеслав Васильевич             | 1968—1987 (19)                 |                    |                    |
| 8                                           | Министр морского флота                         | Гуженко, Тимофей Борисович               | 1970—1986 (16)                 |                    |                    |
| 9                                           | Министр путей сообщения                        | Бещев, Борис Павлович                    | 1948—1977 (29)                 |                    |                    |
| 10                                          | Министр связи                                  | Псурцев, Николай Демьянович              | 1948—1975 (27)                 |                    |                    |
| 11                                          | Министр среднего машиностроения                | Славский, Ефим Павлович                  | 1957—1986 (29)                 |                    |                    |
| 12                                          | Министр торговли                               | Струев, Александр Иванович               | 1965—1982 (17)                 |                    |                    |
| 13                                          | Министр финансов                               | Гарбузов, Василий Фёдорович              | 1960—1985 (25)                 |                    |                    |
| 14                                          | Министр электротехнической промышленности      | Антонов, Алексей Константинович          | 1965—1980 (15)                 |                    |                    |
| Руководители республиканских комитетов КПСС |                                                |                                          |                                |                    |                    |
| 1                                           | Азербайджанская ССР                            | Алиев, Гейдар Алиевич                    | 1969—1982 (13)                 |                    |                    |
| 2                                           | Армянская ССР                                  | Демирчян, Карен Серопович                | 1974—1988 (14)                 |                    |                    |
| 3                                           | Белорусская ССР                                | Машеров, Пётр Миронович                  | 1965—1980 (15)                 |                    |                    |
| 4                                           | Грузинская ССР                                 | Шеварднадзе, Эдуард Амвросиевич          | 1972—1985 (12 лет и 9 месяцев) |                    |                    |
| 5                                           | Казахская ССР                                  | Кунаев, Динмухамед Ахмедович             | 1964—1986 (22)                 |                    |                    |
| 6                                           | Киргизская ССР                                 | Усубалиев, Турдакун Усубалиевич          | 1961—1985 (24)                 |                    |                    |
| 7                                           | Латвийская ССР                                 | Восс, Август Эдуардович                  | 1966—1984 (18)                 |                    |                    |
| 8                                           | Литовская ССР                                  | Снечкус, Антанас Юозович                 | 1940—1974 (34)                 |                    |                    |
| 9                                           | Литовская ССР                                  | Гришкявичюс, Пятрас Пятрович             | 1974—1987 (13 лет и 9 месяцев) |                    |                    |
| 10                                          | Молдавская ССР                                 | Бодюл, Иван Иванович                     | 1961—1980 (19)                 |                    |                    |
| 11                                          | Таджикская ССР                                 | Расулов, Джабар Расулович                | 1961—1982 (21)                 |                    |                    |
| 12                                          | Туркменская ССР                                | Гапуров, Мухамедназар Гапурович          | 1969—1985 (16)                 |                    |                    |
| 13                                          | Узбекская ССР                                  | Рашидов, Шараф Рашидович                 | 1959—1983 (24)                 |                    |                    |
| 14                                          | Украинская ССР                                 | Щербицкий, Владимир Васильевич           | 1972—1989 (17)                 |                    |                    |
| 15                                          | Эстонская ССР                                  | Кэбин, Йоханнес Густавович               | 1950—1978 (28)                 |                    |                    |
| Руководители областных комитетов КПСС       |                                                |                                          |                                |                    |                    |
| 1                                           | Москва                                         | Гришин, Виктор Васильевич                | 1967—1985 (18)                 |                    |                    |
| 2                                           | Киев                                           | Ботвин, Александр Платонович             | 1964—1980 (16)                 |                    |                    |
| 3                                           | Аджарская АССР                                 | Тхилаишвили, Александр Дурсунович        | 1961—1975 (14)                 |                    |                    |
| 4                                           | Башкирская АССР                                | Шакиров, Мидхат Закирович                | 1969—1987 (18)                 |                    |                    |
| 5                                           | Бурятская АССР                                 | Модогоев, Андрей Урупхеевич              | 1962—1984 (22)                 |                    |                    |
| 6                                           | Дагестанская АССР                              | Умаханов, Магомед-Салам Ильясович        | 1967—1983 (16)                 |                    |                    |
| 7                                           | Кабардино-Балкарская АССР                      | Мальбахов, Тимбора Кубатиевич            | 1956—1985 (29)                 |                    |                    |
| 8                                           | Калмыцкая АССР                                 | Городовиков, Басан Бадьминович           | 1961—1978 (17)                 |                    |                    |
| 9                                           | Каракалпакская АССР                            | Камалов, Каллибек                        | 1963—1984 (21)                 |                    |                    |
| 10                                          | Карельская АССР                                | Сенькин, Иван Ильич                      | 1958—1984 (26)                 |                    |                    |
| 11                                          | Коми АССР                                      | Морозов, Иван Павлович                   | 1965—1987 (22)                 |                    |                    |
| 12                                          | Марийская АССР                                 | Никонов, Виктор Петрович                 | 1967—1979 (12)                 |                    |                    |
| 12                                          | Мордовская АССР                                | Березин, Анатолий Иванович               | 1971—1990 (19)                 |                    |                    |
| 13                                          | Северо-Осетинская АССР                         | Кабалоев, Билар Емазаевич                | 1961—1982 (21)                 |                    |                    |
| 14                                          | Татарская АССР                                 | Табеев, Фикрят Ахмеджанович              | 1960—1979 (19)                 |                    |                    |
| 15                                          | Чувашская АССР                                 | Прокопьев, Илья Павлович                 | 1974—1988 (14)                 |                    |                    |
| 16                                          | Удмуртская АССР                                | Марисов, Валерий Константинович          | 1963—1985 (22)                 |                    |                    |
| 17                                          | Якутская АССР                                  | Чиряев, Гавриил Иосифович                | 1965—1982 (17)                 |                    |                    |
| 18                                          | Красноярский край                              | Федирко, Павел Стефанович                | 1972—1987 (15)                 |                    |                    |
| 19                                          | Приморский край                                | Ломакин, Виктор Павлович                 | 1969—1984 (15)                 |                    |                    |
| 20                                          | Хабаровский край                               | Чёрный, Алексей Клементьевич             | 1970—1988 (18)                 |                    |                    |
| 21                                          | Адыгейская АО                                  | Берзегов, Нух Асланчериевич              | 1960—1983 (23)                 |                    |                    |
| 22                                          | Еврейская АО                                   | Шапиро, Лев Борисович                    | 1970—1987 (17)                 |                    |                    |
| 23                                          | Нагорно-Карабахская АО                         | Кеворков, Борис Саркисович               | 1973—1988 (15)                 |                    |                    |
| 24                                          | Юго-Осетинская АО                              | Санакоев, Феликс Сергеевич               | 1973—1988 (15)                 |                    |                    |
| 25                                          | Алма-Атинская область                          | Аскаров, Асанбай Аскарулы                | 1964—1978 (14)                 |                    |                    |
| 26                                          | Амурская область                               | Авраменко, Степан Степанович             | 1964—1985 (21)                 |                    |                    |
| 27                                          | Архангельская область                          | Попов, Борис Вениаминович                | 1967—1983 (16)                 |                    |                    |
| 28                                          | Астраханская область                           | Бородин, Леонид Александрович            | 1967—1988 (21)                 |                    |                    |
| 29                                          | Брестская область                              | Микулич, Владимир Андреевич              | 1964—1977 (13)                 |                    |                    |
| 30                                          | Винницкая область                              | Таратута, Василий Николаевич             | 1970—1983 (13)                 |                    |                    |
| 31                                          | Владимирская область                           | Пономарёв, Михаил Александрович          | 1964—1983 (19)                 |                    |                    |
| 32                                          | Волгоградская область                          | Куличенко, Леонид Сергеевич              | 1965—1984 (19)                 |                    |                    |
| 33                                          | Вологодская область                            | Дрыгин, Анатолий Семёнович               | 1961—1985 (24)                 |                    |                    |
| 34                                          | Восточно-Казахстанская область                 | Протазанов, Александр Константинович     | 1969—1983 (14)                 |                    |                    |
| 35                                          | Гродненская область                            | Клецков, Леонид Герасимович              | 1972—1989 (17)                 |                    |                    |
| 36                                          | Закарпатская область                           | Ильницкий, Юрий Васильевич               | 1962—1980 (18)                 |                    |                    |
| 37                                          | Запорожская область                            | Всеволжский, Михаил Николаевич           | 1966—1985 (19)                 |                    |                    |
| 38                                          | Иркутская область                              | Банников, Николай Васильевич (секретарь) | 1960—1979 (19)                 |                    |                    |
| 39                                          | Калининградская область                        | Коновалов, Николай Семёнович             | 1961—1984 (23)                 |                    |                    |
| 40                                          | Калининская область                            | Корытков, Николай Гаврилович             | 1960—1978 (18)                 |                    |                    |
| 41                                          | Калужская область                              | Кандренков, Андрей Андреевич             | 1964—1983 (19)                 |                    |                    |
| 42                                          | Киевская область                               | Цыбулько, Владимир Михайлович            | 1970—1985 (15)                 |                    |                    |
| 43                                          | Кировоградская область                         | Кобыльчак, Михаил Митрофанович           | 1967—1982 (15)                 |                    |                    |
| 44                                          | Кировская область                              | Беспалов, Иван Петрович                  | 1971—1985 (14)                 |                    |                    |
| 45                                          | Костромская область                            | Баландин, Юрий Николаевич                | 1971—1986 (15)                 |                    |                    |
| 46                                          | Курганская область                             | Князев, Филипп Кириллович                | 1966—1985 (19)                 |                    |                    |
| 47                                          | Курская область                                | Гудков, Александр Фёдорович              | 1970—1988 (18)                 |                    |                    |
| 48                                          | Кустанайская область                           | Бородин, Андрей Михайлович               | 1964—1982 (18)                 |                    |                    |
| 49                                          | Липецкая область                               | Павлов, Григорий Петрович                | 1964—1984 (20)                 |                    |                    |
| 50                                          | Ленинградская область                          | Романов, Григорий Васильевич             | 1970—1983 (13)                 |                    |                    |
| 51                                          | Минская область                                | Поляков, Иван Евтеевич                   | 1964—1977 (13)                 |                    |                    |
| 52                                          | Московская область                             | Конотоп, Василий Иванович                | 1964—1985 (21)                 |                    |                    |
| 53                                          | Мурманская область                             | Птицын, Владимир Николаевич              | 1971—1988 (17)                 |                    |                    |
| 54                                          | Нижегородская область                          | Христораднов, Юрий Николаевич            | 1974—1988 (14)                 |                    |                    |
| 55                                          | Новгородская область                           | Антонов, Николай Афанасьевич             | 1972—1986 (14)                 |                    |                    |
| 56                                          | Новосибирская область                          | Горячев, Фёдор Степанович                | 1964—1978 (14)                 |                    |                    |
| 57                                          | Омская область                                 | Манякин, Сергей Иосифович                | 1964—1987 (23)                 |                    |                    |
| 58                                          | Орловская область                              | Мешков, Фёдор Степанович                 | 1970—1985 (15)                 |                    |                    |
| 59                                          | Пензенская область                             | Ермин, Лев Борисович                     | 1964—1979 (15)                 |                    |                    |
| 60                                          | Пермская область                               | Коноплёв, Борис Всеволодович             | 1972—1988 (16)                 |                    |                    |
| 61                                          | Псковская область                              | Рыбаков, Алексей Миронович               | 1971—1987 (16)                 |                    |                    |
| 62                                          | Ростовская область                             | Бондаренко, Иван Афанасьевич             | 1966—1984 (18)                 |                    |                    |
| 63                                          | Сахалинская область                            | Леонов, Павел Артёмович                  | 1960—1978 (18)                 |                    |                    |
| 64                                          | Северо-Казахстанская область                   | Демиденко, Василий Петрович              | 1965—1981 (16)                 |                    |                    |
| 65                                          | Смоленская область                             | Клименко, Иван Ефимович                  | 1969—1987 (18)                 |                    |                    |
| 66                                          | Томская область                                | Лигачёв, Егор Кузьмич                    | 1965—1983 (18)                 |                    |                    |
| 67                                          | Тульская область                               | Юнак, Иван Харитонович                   | 1964—1985 (21)                 |                    |                    |
| 68                                          | Тюменская область                              | Богомяков, Геннадий Павлович             | 1973—1990 (17)                 |                    |                    |
| 69                                          | Хмельницкая область                            | Лисовой, Тимофей Григорьевич             | 1972—1985 (13)                 |                    |                    |
| 70                                          | Хорезмская область                             | Худайбергенов, Мадьяр Худайбергенович    | 1968—1986 (18)                 |                    |                    |
| 71                                          | Челябинская область                            | Воропаев, Михаил Гаврилович              | 1970—1984 (14)                 |                    |                    |
| 72                                          | Ярославская область                            | Лощенков, Фёдор Иванович                 | 1964—1986 (22)                 |                    |                    |
| 73                                          | Саратовская область                            | Шибаев, Алексей Иванович                 | 1959—1976 (17)                 |                    |                    |

## Общество

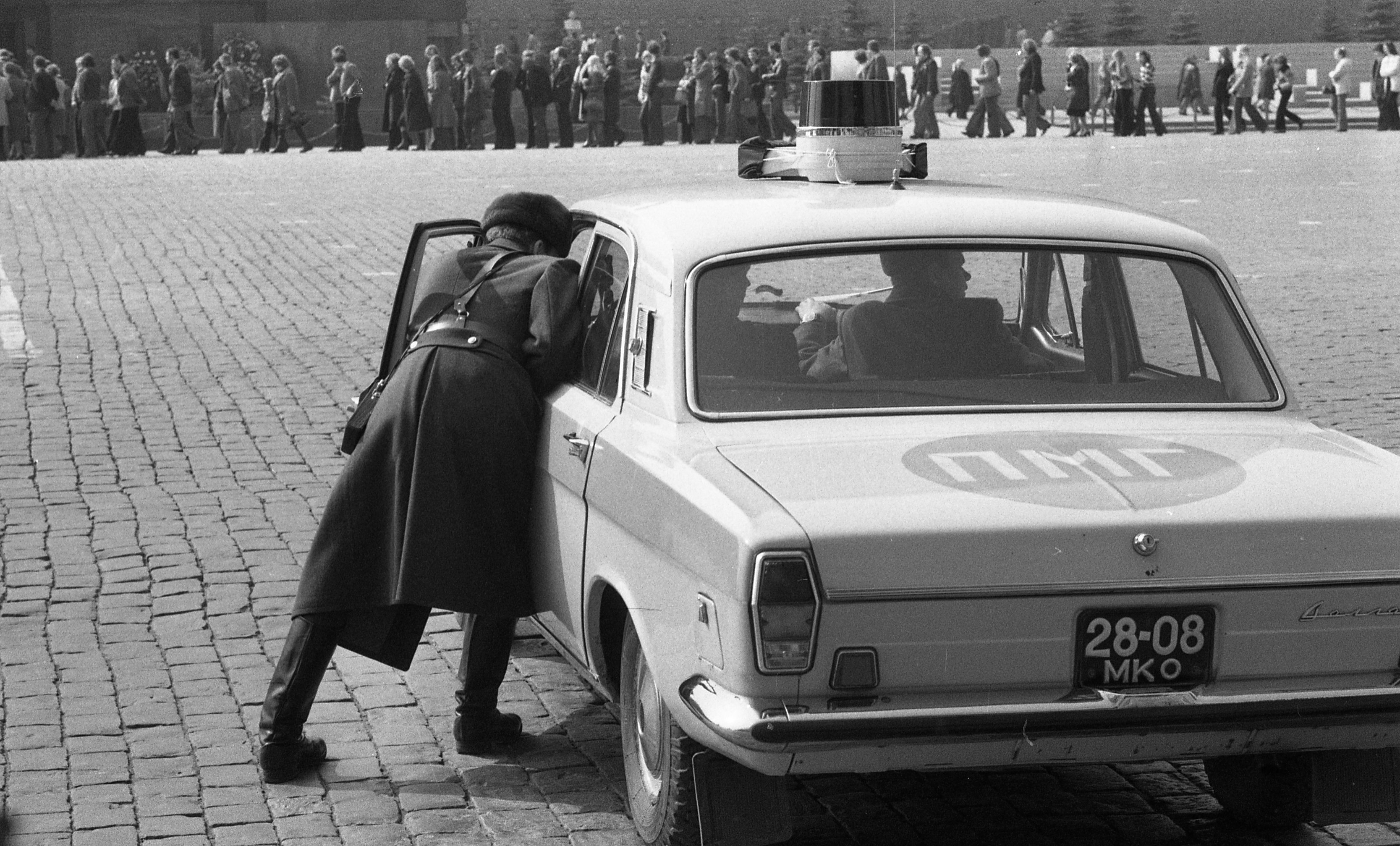
Милиционер у милицейского автомобиля ГАЗ-24 («Волга») на Красной площади в Москве. На заднем плане — очередь в мавзолей Ленина, 1977 год.

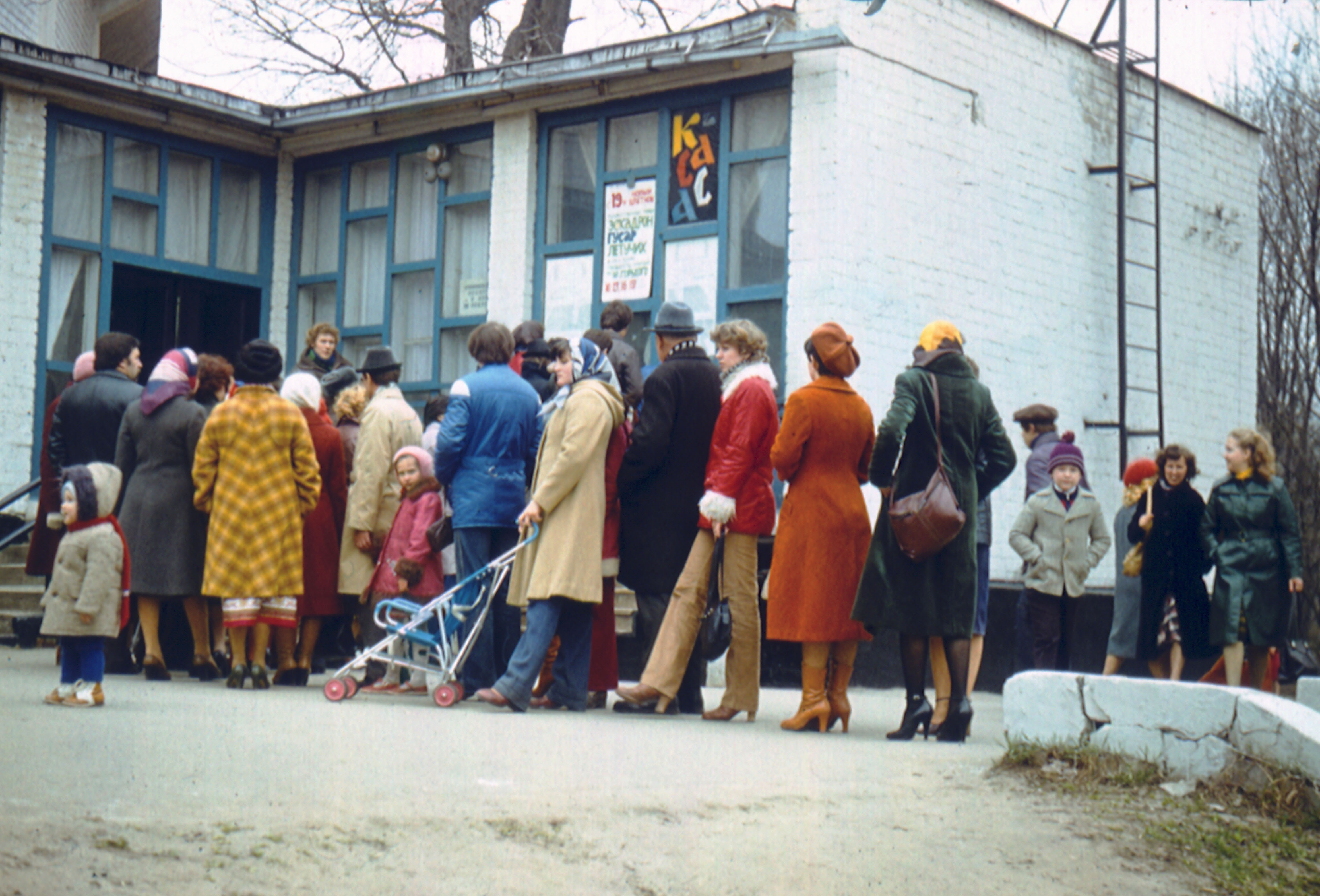
Советский народ в 1981 году: в очереди в кино в Харькове, сеансы 10.00. 13.00, 16.00, 19.00

Большое внимание в СССР уделялось постоянному культурному развитию общества.
Советский образ жизни — это социальные, экономические, бытовые и культурные обстоятельства, характерные для основной массы советских граждан.
Все произведения искусства, литературы и кинематографа создавались под неустанным вниманием со стороны партии и оценивались с точки зрения коммунистической морали и её идеологического влияния на общество.
В «период застоя» после отката относительной демократизации времён оттепели, появилось диссидентское движение, стали известными такие имена, как Андрей Сахаров и Александр Солженицын.
В период застоя происходил неуклонный рост потребления спиртных напитков (с 2 л чистого алкоголя на душу населения в 1952 г. до 10,3 л в 1983 г.).
В 1970-е годы наблюдался рост преступности, в частности, числа убийств, тяжких телесных повреждений, изнасилований. ЦК КПСС было принято более 15 открытых и закрытых постановлений, направленных на усиление борьбы с преступностью, в уголовные законы практически непрерывно вносились изменения и дополнения в тех же целях. Однако динамика преступности не только не улучшалась, но и постоянно ухудшалась.

За десятилетие с 1973 по 1983 год общее число ежегодно совершаемых преступлений увеличилось почти вдвое, в том числе тяжких насильственных преступлений против личности — на 58 %, разбоев и грабежей — в два раза, квартирных краж и взяточничества — в три раза. Количество преступных посягательств в сфере экономики за этот период возросло на 39 %.
Происходил и непрерывный рост числа самоубийств — с 17,1 на 100 000 населения в 1965 до 29,7 в 1984 году.
В армии в это время расцвела дедовщина.

### Рост смертности и алкоголизация населения

Потребление алкоголя в России (красный цвет) и некоторых странах Европы, в пересчёте на чистый алкоголь, литров на человека в год, по данным ВОЗ и Госкомстата

Рождаемость и смертность в РСФСР и РФ (на 1 тыс. населения). Так называемый «Русский крест»

В период правления Брежнева в СССР велась борьба с алкоголизацией. Так, в рамках борьбы против пьянства предпринималась попытка замены крепких алкогольных изделий на менее крепкие методом ограничения на реализацию и производство водки, с параллельными повышением производства виноградных вин и пивных напитков. Руководству медицинских учреждений и предприятий давались поручения к выявлению и принятию мер к гражданам, подверженным алкоголизму, а также к разработке профилактических мер. Были созданы лечебно-трудовые профилактории для принудительного лечения особо злостных пьяниц.
Тем не менее, употребление алкоголя неуклонно росло, и в 1976 в РСФСР превысило 10 литров на душу населения, стабилизировавшись в пределах 10—10,5 литра вплоть до конца 1984 г. По неофициальным подсчётам, с учётом самогоноварения употребление и вовсе превышало 14 литров. Одновременно с пьянством в РСФСР росла и смертность, поднявшись с 7,6 в 1964 году до 11,6 в 1984.
В своей книге М. Соломенцев указывает: «За период 1964—1984 годов значительно увеличилось производство и потребление водки и дешёвых вин (в частности „бормотухи“ из плодов и ягод), доходы от их продажи возросли в 4 раза. Стало больше прогулов, повысились преступность, увеличились заболевания, связанные с чрезмерным употреблением алкоголя». Там же говорится, что к началу антиалкогольной кампании 1985 года пьянство в СССР принимало масштаб национальной катастрофы.
В то же время, доктор медицинских наук А. В. Немцов считает, что рост алкоголизации происходил и в других странах мира, в частности, во Франции в 1965 г. он достигал 17,3 л/чел., что привело Шарля де Голля к необходимости принятия антиалкогольных правительственных актов. Данный исследователь считает, что «после Второй мировой, приблизительно с середины 50-х годов, когда были залечены основные раны, во всём мире, но особенно в Европе и Северной Америке, вместе с ростом материального достатка начался неудержимый рост потребления алкоголя. Благополучнейшая тогда Швеция за 30 лет — с 1946 по 1976 г. — увеличила потребление на 129 %».
Потребление алкогольных напитков в отдельных странах (количество литров 100-процентного алкоголя на душу населения), по данным «Российского статистического ежегодника» (М., 1994, стр. 200), составляло в период правления Брежнева следующие значения:
| Страна  | 1975 год | 1980 год |
| ------- | -------- | -------- |
| СССР    | 9,9 л    | 10,5 л   |
| Австрия | 11,1 л   | 11,0 л   |
| Италия  | 14,9 л   | 13,9 л   |
| Франция | 17,3 л   | 15,8 л   |

#### Эпоха Л.И. Брежнева в оценках деятелей культуры
И нас хотя расстрелы не косили,
Но жили мы, поднять не смея глаз, —
Мы тоже дети страшных лет России,
Безвременье вливало водку в нас.
Владимир Высоцкий
Не Брежнева тело, а юность мою 
Вы мокрой землей закидали
Всеволод Емелин

## «Эпоха пышных похорон»
Конец периода застоя часто иронически называют «эпоха/пятилетка пышных похорон», «гонки на катафалках/лафетах», «пятилетка в три гроба» и т. д. В течение 1980—1985 гг. скончались ряд высших партийных и государственных деятелей СССР, в том числе (в скобках указан год смерти):
- три генеральных секретаря ЦК КПСС: Брежнев (1982), Андропов (1984), Черненко (1985);
- члены Политбюро ЦК КПСС: Косыгин (1980), Суслов (1982), Пельше (1983), Устинов (1984);
- кандидаты в члены Политбюро ЦК КПСС: Машеров (1980), Киселёв и Рашидов (1983);

и другие.